# Histonmetyltransferas
Histonmetyltransferaser eller HMT är en grupp histonmodifierande enzymer som katalyserar överförandet av metylgrupper från den prostetiska gruppen S-adenosylmetionin till sidokedjorna på lysin- och argininrester i histonproteiner. Beroende på metyleringsmönstret kan dessa modifikationer leda till antingen ökad eller minskad transkriptionstakt av de närliggande generna.